# Тибести (регион)
Тибе́сти (фр. Tibesti, араб. تبستي‎) — один из 23 регионов Чада. Создан 19 февраля 2008 года в ходе административной реформы Чада, в результате которой было увеличено число регионов, до реформы входил в состав более крупного региона Борку-Эннеди-Тибести. 
Название региона происходит от расположенного на его территории нагорья Тибести.

## География
Регион Тибести полностью расположен в пустынной зоне на севере Чада. Рельеф определяется нагорьем Тибести. Климат резко континентальный, температура летом поднимается до 45 °C.

## История
Наскальные рисунки в Тибести свидетельствуют о том, что тут существовала неолитическая цивилизация 25 тысяч лет назад.
Первым европейцем, посетившим Тибести и город Зуар без разрешения, был Густав Нахтигаль в 1859 году. Он был приговорён к смертной казни, его прошение о помиловании было отклонено, но он был спасён князем Арами Тетими, предоставившим Нахтигалю убежище.
После образования региона, в феврале 2008 года, губернатором Тибести был назначен Алифа Веддейе (фр. Alifa Weddeye). В марте того же года его сменил Суги Аннар (фр. Sougui Annar), а 25 ноября 2009 года губернатором стал Уардугу Болу. С 2021 года губернатор региона Махамат Коши Шиди.

## Население
Регион населён тубу, которые живут не только в Чаде, но также в Нигере, Ливии, Судане и Египте. Население исповедует ислам суннитского толка.

## Административное деление
Состоит из двух департаментов, которые подразделяются на семь подпрефектур: 
- Восточное Тибести
  - Бардаи
  - Аузу
  - Ебби-Бу
  - Зумри
- Западное Тибести
  - Зуар
  - Губон
  - Вур

## Населённые пункты
| - Адерке - Буро - Ванофу - Гезенти - Дви - Ебби-Сума - Зуи - Йентар - Йодохи - Йонуге - Камай - Модра | - Нема-Немасо - Одукси - Ому - Омши - Осуни - Селей - Сердеге - Тиеборо - Томми - Шерда - Эдимпи - Юбор |

## Экономика
Основа их жизненного уклада — животноводство (разведение коз и верблюдов) и земледелие (финиковые пальмы). Часть населения ведёт полностью кочевой образ жизни.